# مفتاح حذف

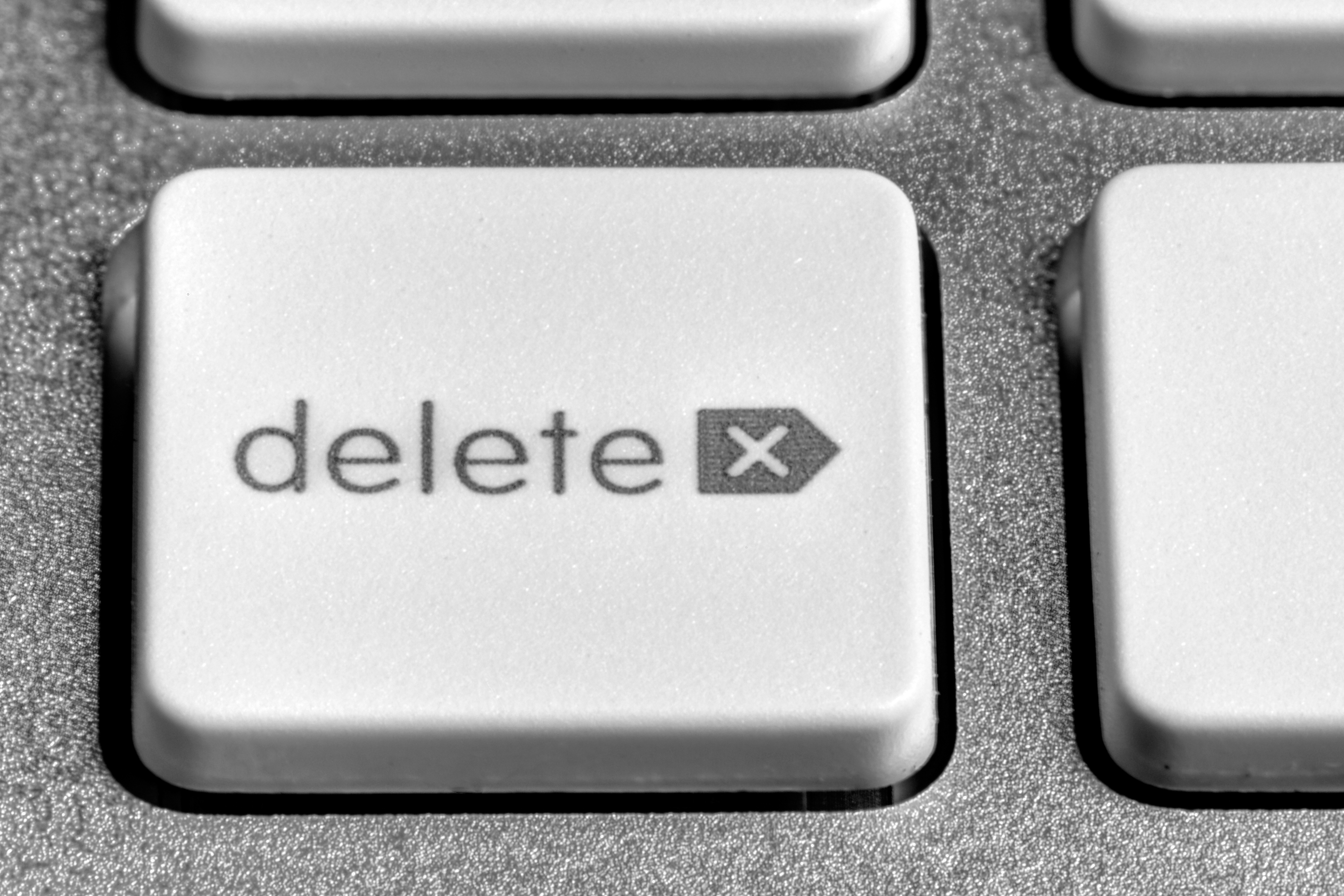
مفتاح الحذف على لوحة مفاتيح أبل

مفتاح الحذف هو أحد المفاتيح الوظيفية الأساسية في أجهزة الحاسوب الثابتة منها والمحمولة، يُستخدم بشكل رئيس في الحواسيب للحذف سواء أكان ذلك لمحرف أو لملف. ويُشار إليه أحيانًا بزر الحذف الأمامي، إذ استخدام هذا المفتاح يحذف المحرف الموجود أمام المنزلقة. فيما يقوم مفتاح الإرجاع بحذف محارف قبل المنزلقة. يُشار لمفتاح الإرجاع في بعض لوحات المفاتيح مثل لوحات مفاتيح شركة أبل باسم حذف أيضًا.

## موقع المفتاح
يظهر مفتاح الحذف في لوحة المفاتيح الإنجليزية باسم "delete" مثل لوحات مفاتيح شركة IBM، أو قد يُشار له برمز السهم في لوحات أخرى.
تجدر الإشارة إلى كون رمز الحذف ليس موحداً في جميع لوحات المفاتيح، كما أن زر الحذف قد يقوم بوظيفة مفتاح المسافة الخلفي في لوحات مفاتيح أبل، أي تختلف وظيفة هذا المفتاح باختلاف لوحات المفاتيح.
يظهر مفتاح الحذف بشكل أصغر من مفتاح المسافة الخلفي في لوحة المفاتيح القياسية، أو قد يدمج عمله مع مفتاح آخر.

## الاستخدام

### استخدام المفتاح لوحده
لمفتاح الحذف استخدامات متعددة منها:
1. الحذف الأمامي للمحارف عند الإدخال النصي إذ أنَّ النقر على مفتاح الحذف يقوم بحذف المحارف بعد المنزلقة محرفاً محرفاً حتى نهاية النص.
2. يستخدم مفتاح الحذف أيضًا في بيئة تشغيل ويندوز لحذف عنصر لكنه لا يقوم بحذفه فوريًا، وإنما يُظهر صندوق معلومات للمستخدم لتأكيد الحذف أو إبقاؤه، وعند قبول الحذف فغالباً ما يُرسل العنصر إلى سلة المحذوفات.[3]
3. أحد استخداماته أيضاً تكون لحذف العناصر من محرر النصوص.
4. يستخدم مفتاح الحذف عند بدء تشغيل نظام ويندوز للوصول إلى نظام الإدخال والإخراج الأساسي (BIOS)، وذلك في عدة لوحات أم.
5. يستخدم مفتاح الحذف كاستخدام مفتاح المسافة الخلفي في أنظمة أبل عند تحديد العنصر.

### استخدام المفتاح مع مفاتيح أخرى
يستخدم المفتاح الوظيفي الحذف مع مفاتيح للقيام بوظائف مختلفة منها:
1. في أنظمة تشغيل ويندوز:

1. النقر على مفتاح الإزاحة ومفتاح الحذف ⇧ Shift+Del عند تحديد ملف ما يؤدي لإزالته نهائياً من النظام.
2. النقر على مفاتيح التحكم والتبديل والحذف Alt+Ctrl+Delete يؤدي لفتح نافذة مدير مهام ويندوز.